# Aeroméxico-Flug 498

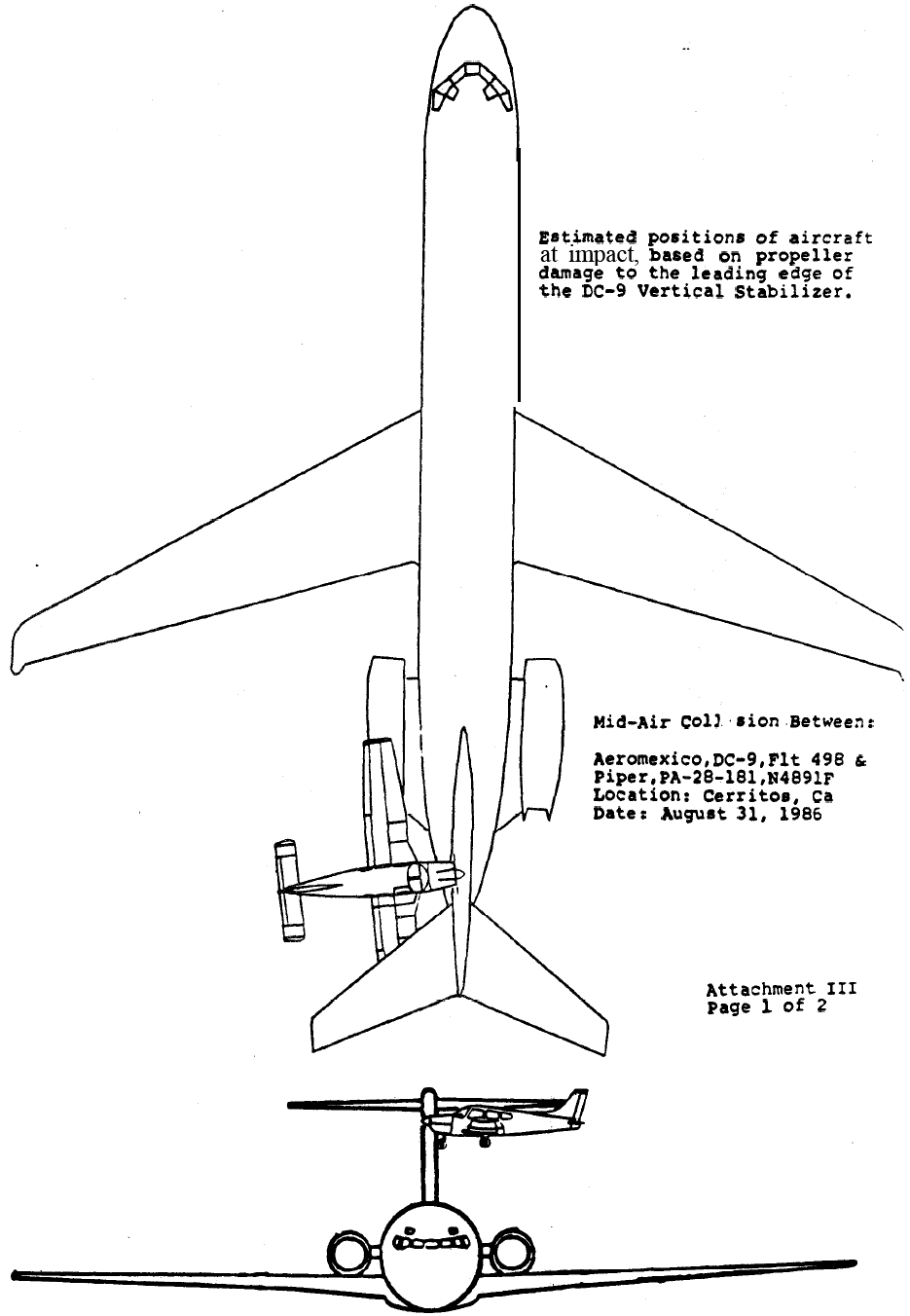
Zeichnung der NTSB zum vermutlichen Punkt des Einschlags. Beide Flugzeuge stießen in einem rechten Winkel zusammen.

Aeroméxico-Flug 498 war die Flugnummer eines Linienfluges der Aeroméxico von Mexiko-Stadt nach Los Angeles, bei dem am 31. August 1986 die eingesetzte Maschine vom Typ Douglas DC-9 mit einem Kleinflugzeug in der Luft zusammenstieß. Bei dem resultierenden Absturz wurden alle 67 Personen in beiden Flugzeugen getötet, darunter 10 Kinder. Zudem starben 15 Menschen am Boden, acht weitere wurden verletzt. Unfallursache waren Fehler des Piloten des Kleinflugzeuges und der Flugsicherung.

## Fluggerät
Das Flugzeug, eine Douglas DC-9-32 mit der Luftfahrtkennung XA-JED und der Produktionsnummer 47356, führte am 21. Februar 1969 seinen Jungfernflug durch und wurde am 18. April 1969 an die US-amerikanische Fluggesellschaft Delta Air Lines ausgeliefert. Seit 30. November 1979 gehörte es zur Flotte der mexikanischen Fluggesellschaft Aeroméxico. Ausgestattet war die Maschine mit Triebwerken des Typs Pratt & Whitney JT8D.
Die Piper PA-28 mit dem Kennzeichen N4891F war in Privatbesitz.

## Der Unfall

### Unfallhergang
Die DC-9-32 war vom Flughafen Mexiko-Stadt gestartet und befand sich auf dem Weg zum Los Angeles International Airport, Kalifornien. Der Flugplan sah Zwischenlandungen in Guadalajara, Loreto (Baja California Sur) und Tijuana vor. An Bord befanden sich 58 Passagiere und sechs Besatzungsmitglieder.
An Bord der Piper waren ein Pilot und zwei Passagiere. Das Kleinflugzeug war gegen 11:40 Uhr (PST) in Torrance (Los Angeles County) gestartet und befand sich auf dem Flug nach Big Bear City. Es flog nach Sichtflugregeln (VFR). Gegen 11:46 Uhr (PST) begann Flug 498 den Sinkflug zur Landung in Los Angeles. Die Passagiermaschine flog nach Instrumentenflugregeln (IFR). Die Sicht betrug über 30 Kilometer, der Himmel war wolkenlos.
Um 11:52 Uhr (PST) stieß die Piper in ungefähr 1980 Meter Höhe über der Ortschaft Cerritos mit dem linken Höhenleitwerk der DC-9 zusammen. Durch den Aufprall wurden das Oberteil des Cockpits der Piper abgeschert und der Pilot und beide Passagiere enthauptet. Die Piper stürzte auf das Gelände eines Spielplatzes der Cerritos Elementary School, auf dem sich zu diesem Zeitpunkt (an einem Sonntag) keine Personen aufhielten.

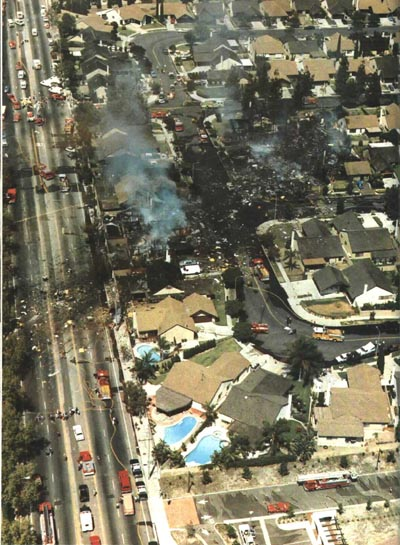
Luftbild der Absturzstelle

Die erheblich beschädigte DC-9 rollte anschließend auf ihren Rücken. Sie stürzte in einer stark kopflastigen Fluglage circa 32 Kilometer ostsüdöstlich des Flughafens in die Wohngebiete Holmes Avenue und Reva Circle der Stadt Cerritos. Die Passagiermaschine zerschellte beim Aufschlag in einem Feuerball. Der Absturz und das entzündete Feuer zerstörten fünf Häuser und beschädigten sieben weitere.
Als der zuständige Fluglotse Flug 498 nicht mehr auf dem Radarschirm finden konnte, sprach er über Funk den Flug American Airlines 333 an, der ebenfalls auf dem Weg nach Los Angeles war. Die Cockpitbesatzung von AA333 antwortete, dass sie eine Rauchsäule sehen könne.

### Ursachenermittlung
Mit der Unfalluntersuchung wurde das National Transportation Safety Board (NTSB) beauftragt.
Die Ermittlungen ergaben, dass die Piper N4891F vom Kurs abgekommen und verbotenerweise in die Nahverkehrs-Betriebszone (TCA) des Flughafens Los Angeles eingeflogen war. Der Pilot hatte keinen Funkkontakt zur Flugsicherung hergestellt. Der Fluglotse selbst war durch ein anderes Flugzeug, eine Grumman Tiger, abgelenkt worden. Dieses war ebenfalls ohne Freigabe in die Kontrollzone eingeflogen und hatte um Hilfe bei der Navigation gebeten.
Hinzu kam, dass die Piper nicht mit einem Modus-C-Transponder für das Sekundärradar ausgestattet war, welches dem Lotsen im Tower die Flughöhe angezeigt hätte. Der Flughafen verfügte wiederum nicht über ein Warnsystem, welches derartige Meldungen erzeugt. Dennoch war das Echo der Piper durch ein an Bord befindliches einsatzbereites Abfragegerät ohne Höhenkodierung auf dem Radarschirm sichtbar, wie das Aufnahmeband des Kontrollzentrums später zu erkennen gab. Der Fluglotse hatte das Ziel nicht bemerkt, möglicherweise weil die Bildauflösung des Radars durch eine Temperaturumkehrung in der Atmosphäre gemindert war.
Es muss davon ausgegangen werden, dass beide Besatzungen das jeweils andere Flugzeug nicht gesichtet hatten, obwohl sie in Sichtweite waren. Keines der Flugzeuge hatte versucht, vor der Kollision auszuweichen. Wie sich bei späteren Versuchen herausstellte, hätte besonders das Leichtflugzeug die Möglichkeit gehabt, die Passagiermaschine rechtzeitig zu erkennen. Die Obduktion des 53 Jahre alten Privatpiloten der Piper ergab eine massive Blockade der Koronargefäße. Eine Zeit lang wurde darüber spekuliert, ob der Pilot vor dem Zusammenprall einen Herzinfarkt erlitten haben könnte und dadurch das Flugzeug führerlos geworden war. Spätere forensische Untersuchungen widerlegten diese These.
Das nicht genehmigte Einfliegen der Piper in die TCA wurde als Hauptursache für den Unfall festgestellt. Da der Privatpilot als besonnen und professionell galt und mit den Vorschriften über die TCA vertraut war, wird vermutet, dass er wahrscheinlich beim Navigieren einen Kontrollpunkt am Boden falsch identifizierte.

### Folgen des Unfalls
Als Folge des Unfalls wurde verbindlich festgelegt, dass alle Flughäfen mit Kollisionswarngeräten (NMAC) für die Kontrollzonen ausgestattet werden müssen. Zusätzlich legte die Federal Aviation Administration fest, dass alle Flugzeuge des gewerblichen Luftverkehrs mit TCAS und Kleinflugzeuge mit Mode-C-Transpondern ausgestattet sein müssen.

### Gedenken
Am 11. März 2006 wurde in Cerritos eine Gedenkstelle mit einer Skulptur zur Erinnerung an die Unfallopfer eingeweiht, die Teil eines Skulpturengartens ist. Das Kunstwerk wurde von der Bildhauerin Kathleen Caricof entworfen. Es besteht aus zwei auf einem Sockel befindlichen, unterschiedlich großen schwarzen Granitquadern, auf denen die Namen aller Opfer eingelassen sind. Auf jedem Quader befinden sich zwei an Tragflächen erinnernde frei geformte Gebilde aus grau-weißem Marmor. Die vor der Skulptur aufgestellte Bank gehört als drittes Element dem Kunstwerk an und soll Besucher einladen, Platz zu nehmen und der Opfer des Unfalls zu gedenken.

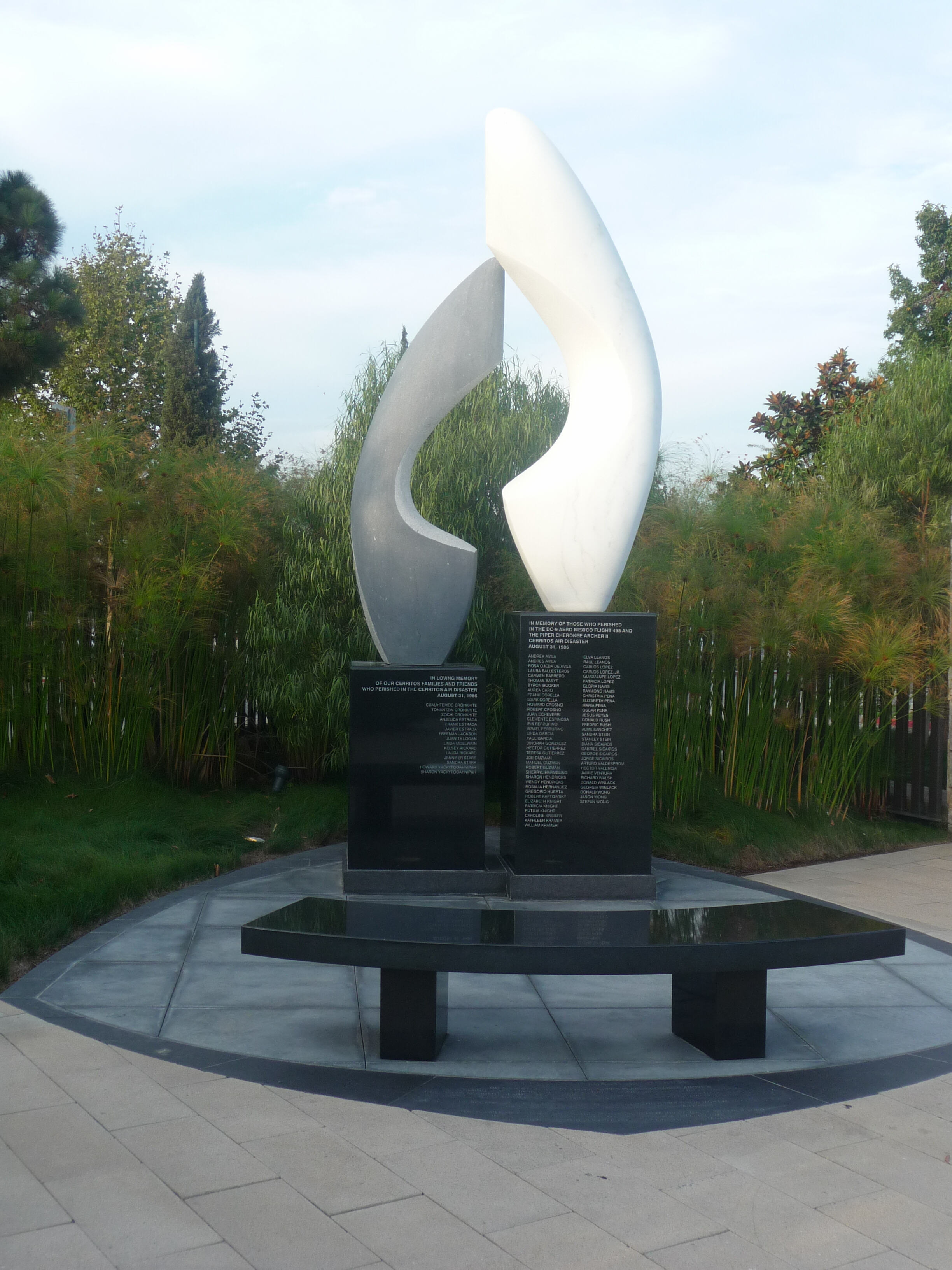
Das Cerritos Air Disaster Memorial
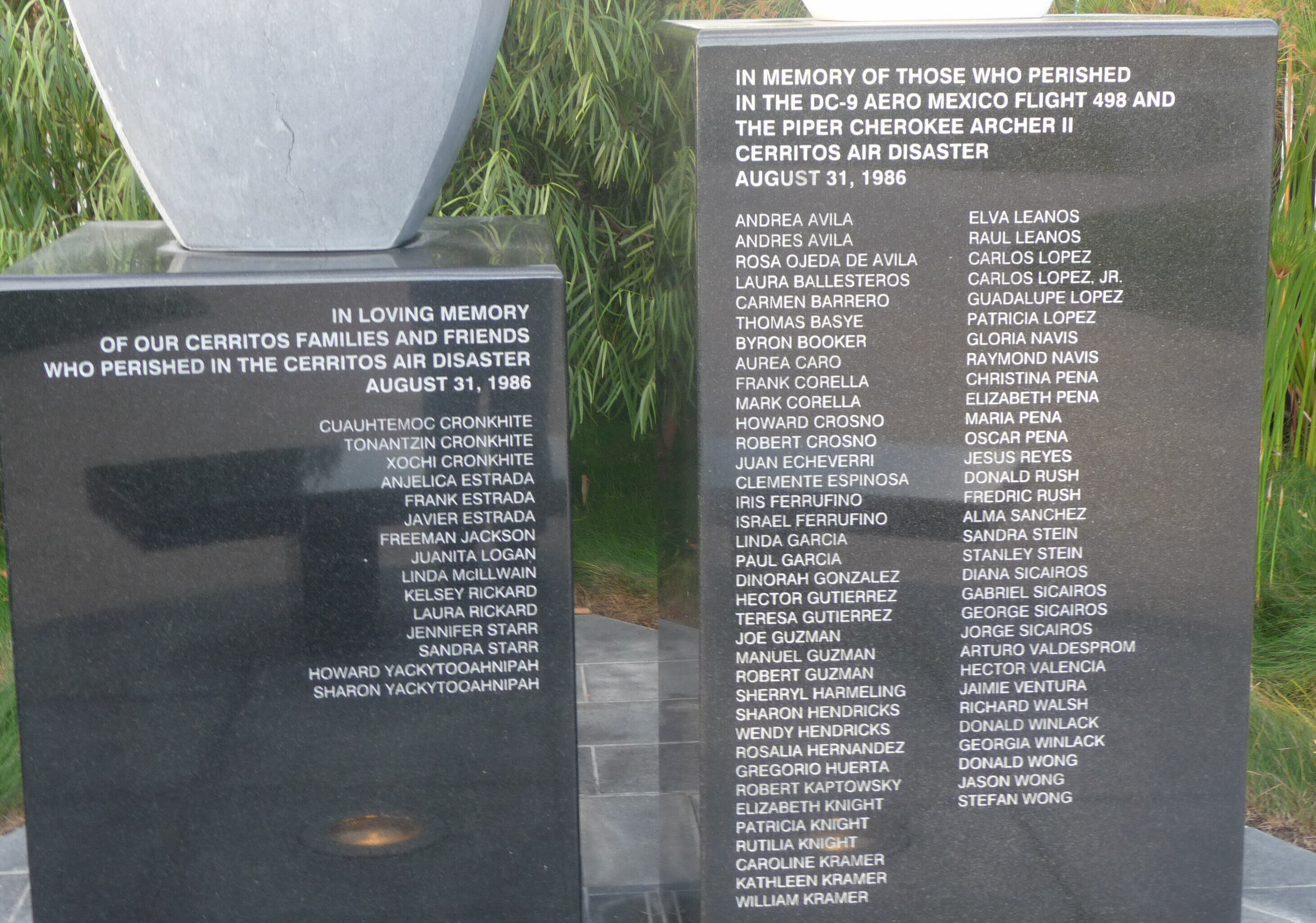
Der Gedenkstein mit den Namen der Opfer

## Trivia
Der Absturz wurde in einer Episode der Serie Mayday – Alarm im Cockpit behandelt, die erstmals am 24. April 2007 unter dem Titel Out of Sight im US-Fernsehen ausgestrahlt wurde.
Zudem diente der Unfall als Vorlage zur Flugzeugkatastrophe, die über die gesamte zweite Staffel von Breaking Bad thematisiert wird. Die Hauptfigur der Serie trägt denselben Namen wie der diensthabende Fluglotse, dem das Gericht die Verantwortung für den Unfall gab: Walter White.